# Юйцзюлюй Юйчэн
Юйцзюлюй Юйчэн (кит. упр. 郁久閭予成, пиньинь Yùjiǔlǘ Yúchéng) (тронное имя. Шоулобучжэнь Хан  Хан (受羅部真可汗)) — шестой каган жужаней с 464 года по 485 год н. э.

## Правление
Взойдя на престол впервые провозгласил, по китайскому обычаю, эру Юнкан (永康) — «вечноспокойная» . Пробовал атаковать вэйскую границу, но был разбит. В 470 году каган снова напал на вэйскую границу. Император Тоба Хун собрал войско у реки Нюйшу. Тоба Хун отправил 5 000 конных гвардейцев, которые заманили жужаней в ловушку. Когда жужани стали преследовать всадников, на них обрушилась императорская армия. 50 000 жужаней было убито, 10 000 сдалось в плен. Император преследовал жужаней до их степей и приказал выбить памятную надпись на скале.
В 475 Юйчэн выразил желание жениться на вэйской принцессе. Незадолго до этого Тоба-Вэй прекратил все дипломатические отношения с жужанями. Министры советовали императору послать войско для войны с жужанями. Император Юань Хун ответил, что не желает войны с жужанями. Каган прислал князя с подарками: лошадьми и собольими мехами. При китайском дворе он был принят милостиво. Вопрос о браке так и остался нерешённым.
В 485 Юйцзюлюй Юйчэн умер. Его сын Юйцзюлюй Доулунь стал каганом.